# Ольштынский повет
О́льштынский повет (пол. Powiat olsztyński) — повет (район) в Польше, входит как административная единица в Варминьско-Мазурское воеводство. Центр повета — город Ольштын (в состав повета не входит). Занимает площадь 2840,29 км². Население — 123 479 человек (на 31 декабря 2015 года).

## Административное деление
- города: Барчево, Бискупец, Добре-Място, Езёраны, Ольштынек
- городско-сельские гмины: Гмина Барчево, Гмина Бискупец, Гмина Добре-Място, Гмина Езёраны, Гмина Ольштынек
- сельские гмины: Гмина Дывиты, Гмина Гетшвалд, Гмина Йонково, Гмина Кольно, Гмина Пурда, Гмина Ставигуда, Гмина Свёнтки

## Демография
Население повета дано на 31 декабря 2015 года.
| Перепись            | Всего  | Мужчины | Женщины |
| ------------------- | ------ | ------- | ------- |
| Всего               | 123479 | 61023   | 62456   |
| Городское население | 39324  | 18712   | 20612   |
| Сельское население  | 84155  | 42311   | 41844   |